# Novoselo Bilajsko
Novoselo Bilajsko is een plaats in de gemeente Gospić in de Kroatische provincie Lika-Senj. De plaats telt 121 inwoners (2001).